# Сунђери
Сунђери су вишећелијски организми из раздела Spongia (Porifera). Углавном су морски, сесилни организми са изузетком једне фамилије (по неким класификационим схемама, четири фамилије) са слатководним врстама. Први истраживачи/природњаци су сматрали сунђере биљкама, услед сесилног начина живота. Сунђери расту колонијално. Животињске особине сунђера су прво описане 1756. године, а потврђене 1765. године када је уочен и описан проток воде кроз тело сунђера и покрети отвора на телу. Сунђери су најчешће колонијални и асиметрични организми. Адулти не поседују нервни систем. Они су примитивни организми без ткива и органа. Тело им је изграђено из три слоја:
- Спољашњи слој ћелија
- Пихтијасти слој
- Унутрашњи слој ћелија

Тело сунђера се састоји од телесног зида који садржи многобројне отворе - поре (отуда назив Porifera) и затвара унутрашњу дупљу названу спонгоцел. Вода, са ситним честицама хране у њој, улази кроз многобројне поре, пролази кроз канале и коморе у телесном зиду, до спонгоцела, одакле се избацује кроз отвор оскулум.
Тело сунђера је изграђено на један од три основна начина/типа грађе: аскон, сикон или леукон. Најједноставнији и изворни тип грађе, аскон, представља у суштини шупаљ и танак цилиндар. Код сикон типа грађе је, у односу на полазни аскон тип, повећана површина контакта хоаноцита са водом, а смањена запремина спонгоцела, набирањем телесног зида.

## Телесни зид
Телесни зид је генерално гледано танак код аскон типа грађе, средње дебео код сикон типа, а дебео код леукон типа грађе. Разлика у грађи се, међутим, примеђује када се упоређују подтипови/класе, а не морфолошки типови. Тада се јасно одваја на једној страни грађа телесног зида код подтипа Symplasma (Hexactinellida), а на другој грађа код подтипа Cellularia (Calcarea, Demospongiae). Код демоспонгиа и калкареа телесни зид је целуларне грађе, док је код стакластих сунђера (хексактинелида) он синцицијелне грађе.

## Исхрана и метаболизам
Хранљиве честице из воде доспевају у специјалне ћелије јединствене само за сунђере, познате као ћелије са огрлицом (хоаноците). Честице хране су представљене углавном бактеријама и другим микроорганизмима, као и делићима органске материје у распаду. Честице захватају хоаноците, а интрацелуларно варење се одвија у самим хоаноцитама или чешће у тезоцитама (врста археоцита), којима хоаноците предају хранљиве честице. Поједини сунђери током филтрације улазе у симбиозу са појединим алгама и протистима. Изузетак међу сунђерима што се исхране тиче су представници фамилије Cladorhizidae који су карниворни, а хране се малим рачићима (варење плена је код њих екстрацелуларно).
Не постоје респираторни органи код сунђера - снабдевају се неопходним кисеоником директно из спољашње средине (воде), дифузијом. Екскреција се обавља кроз оскулум и целом површином тела - избацују се несварене грануле хране распадањем амебоидних ћелија, а отпадни гасови дифузијом прелазе у воду. Неки сунђери избацују и токсичне/иритантне материје које могу изазвати запаљењске реакције на кожи човека.

## Екологија
Сунђери припадају вишећелијским бескичмењачким животињама, али нису праве вишећелијски организми јер немају ткива и органе. Састоје се од ћелија које су у високом степену независне што се може доказати врло једноставним експериментом. Тело сунђера се пропусти кроз најфиније сито од свиле чиме се буквално раздвоји на појединачне ћелије. Ако се тако исецкани сунђер врати у природну средину, појединачне ћелије ће се након око три седмице поново удружити у целовиту јединку. Управо је доказано да ћелије могу опстати потпуно независно једна од друге. Ни једна друга животиња не би преживела овакво сурово комадање. 
Веома дуго су сунђери, због свог сесилног начина живота, сматрани биљкама. Додатну забуну уноси и њихова јарка обојеност, са црвеном, наранџастом и жутом као преовлађујућим бојама. Неки сунђери (нпр. у Бајкалском језеру) су чак и зелено обојени, само што та боја не потиче од њиховог пигмента већ од пигмента једноћелијских алги које живе са њима у симбиози. Савремени биолози су и данас збуњени присуством пигмената у телу сунђера који живе углавном у условима таме, а познато је да се функција пигмената везује за светлост.

## Скелет
Скелет може бити изграђен од рожних влакана или минералних игала. Рожна материја, спонгин, је по хемијском саставу блиска свили. Скелетна влакна тиме добијају еластичност, а и неопходну чврстину. Минералне иглице изграђене од силицијум-диоксида су правилног геометријског облика и спајају се врховима градећи нежан, стакласт и решеткасти скелет. Осим тога минералне иглице код великог броја сунђера могу да буду од калцијум-карбоната тако да граде чврст, масиван скелет. Међутим, има сунђера који су без скелета, али су јако малих димензија што указује колико је за ове животиње важно присуство потпоре у њиховом телу.

## Размножавање
Размножавање сунђера врши се на два начина:
- бесполно и
- полно.

Бесполно се размножавају:
- пупљењем и
- фрагментацијом (откидањем делова тела).

При пупљењу се образују унутрашњи пупољци - гемуле, које се образују када наступе неповољни услови (зима), падају на дно где мирују до пролећа када се из њих развија нова јединка. 
Полно размножавање се врши образовањем сперматозоида и јајних ћелија у истој јединки (хермафродити). Оплођење се врши између две јединке.

## Филогенија сунђера
Као што се и очекује од најраније еволуционе гране животиња, фосилни остаци сунђера се налазе међу најстаријим фосилима Metazoa - потичу из касне (горње) Прекамбрије. Прецизније, сунђери су припадали већ Едијакара фауни (најстарији фосил сунђера је Paleophragmodictya из класе Hexactinellida). Од тада, редовно се срећу у свим фосилним налазима фауне мора. Описано је преко 900 фосилних родова и 3000 фосилних врста сунђера, док данас живи нешто преко 5000 врста из типа сунђера.
Дијагностички карактер типа Porifera је једно време било присуство спикула. Као резултат тога, одређене групе фосила које би се на основу осталих карактеристика убројиле у овај тип, нису овде сврставане. Ове групе (Archaeocyatha, хететиде, сфинктозое, строматопоре и рецептакулиде) поседују компактан кречњачки скелет. Откриће више од 15 савремених врста сунђера са оваквим типом скелета дало је увида у филогенетске односе наведених фосилних група. Савремене врсте са компактним кречњачким скелетом се осталим морфолошким карактеристикама убрајају међу хететиде, сфинктозое и строматопоре. Међутим, изучавање биологије савремених врста нам даје увида и у карактеристике ћелија, ткива, ларвалног стадијума, које су нам непознате за фосиле, и овим својим карактеристикама изумрле и савремене групе са компактним кречњачким скелетом се групишу међу сунђере Calcarea и Demospongiae. 
Међу истраживачима је данас широко присутно гледиште по коме су групе Calcarea и Demospongiae међусобно сродније у односу на групу Hexactinellida. Старије схватање је да су сродније групе Demospongiae и Hexactinellida. Откриће живих представника сунђера са компактним кречњачким скелетом навело је неке ауторе на стварање четврте класе, Sclerospongia. Међутим, склероспонгије нису монофилетска група и идеја о овој класи је постепено напуштена. И савремени и изумрли представници хететида, сфинктозоа и строматопора су вероватно део класа Calcarea и Demospongiae. Оваква ситуација драстично мења претходна схватања о филогенији сунђера. Archaeocyatha су „посебна прича“ - нема савремених представника, а њихова организација упућује на сродство са осталим сунђерима. Систематски ниво је још увек неодређен, те би укључивањем у тип Porifera нарушиле савремене класификационе схеме. Међутим, њихово (од стране аутора још увек непризнато) место у класификацији би било унутар подтипа Cellularia.

## Систематика
Тип Porifera се најчешће дели на три класе, које обухватају савремене представнике овог типа. Узимајући у обзир и претпостављене филогенетске односе међу савременим и изумрлим класама, најадекватнија би била следећа класификациона схема:
- подтип Symplasma - Стакласти сунђери, поседују синцицијална ткива; спикуле су силикатне троосне (притом шестокраке)
  - класа Hexactinellida

- подтип Cellularia - Сунђери са ћелијским (целуларним) ткивима
  - класа Demospongiae
    - поткласа Homoscleromorpha
    - поткласа Tetractinomorpha
    - поткласа Ceractinomorpha

  - класа Calcarea
    - поткласа Calcinea
    - поткласа Calcaronea

  -  ? класа Archaeocyatha

Основна карактеристика за разликовање подтипова је грађа ткива, а за разликовање класа тип скелета.